# Esqui alpino nos Jogos Paralímpicos de Inverno de 2010
As competições do esqui alpino nos Jogos Paralímpicos de Inverno de 2010 foram realizadas no Whistler Creekside, entre os dias 14 e 20 de março.
Inicialmente a modalidade deveria ter sido iniciada no dia 13 de março e encerrada no dia 21, mas duas alterações foram feitas devido às condições climáticas desfavoráveis.

## Calendário
| Março        | 12 | 13 | 14 | 15 | 16 | 17 | 18 | 19 | 20 | 21 |
| ------------ | -- | -- | -- | -- | -- | -- | -- | -- | -- | -- |
| Esqui alpino |    |    | 4  | 2  | 4  | 2  | 6  | 6  | 6  |    |

|  | Dia de competição |  | Dia de final |

## Eventos
Cada prova é disputada em três categorias: atletas sentados, atletas em pé e deficientes visuais
| Masculino - Downhill - Super combinado - Slalom - Slalom gigante - Super G | Feminino - Downhill - Super combinado - Slalom - Slalom gigante - Super G |

## Medalhistas
Masculino
| Evento                   | Evento              | Ouro                                | Prata                                                  | Bronze                               |
| ------------------------ | ------------------- | ----------------------------------- | ------------------------------------------------------ | ------------------------------------ |
| Downhill detalhes        | Atletas sentados    | Christoph Kunz SUI Suíça            | Taiki Morii JPN Japão                                  | Akira Kano JPN Japão                 |
| Downhill detalhes        | Atletas em pé       | Gerd Schönfelder GER Alemanha       | Marty Mayberry AUS Austrália Michael Brugger SUI Suíça | nenhum                               |
| Downhill detalhes        | Deficientes visuais | Jon Santacana Maiztegui ESP Espanha | Mark Bathum USA Estados Unidos                         | Gerd Gradwohl GER Alemanha           |
| Super Combinado detalhes | Atletas sentados    | Martin Braxenthaler GER Alemanha    | Jürgen Egle AUT Áustria                                | Philipp Bonadimann AUT Áustria       |
| Super Combinado detalhes | Atletas em pé       | Gerd Schönfelder GER Alemanha       | Vincent Gauthier-Manuel FRA França                     | Cameron Rahles-Rahbula AUS Austrália |
| Super Combinado detalhes | Deficientes visuais | Jakub Krako SVK Eslováquia          | Gianmaria dal Maistro ITA Itália                       | Miroslav Haraus SVK Eslováquia       |
| Slalom detalhes          | Atletas sentados    | Martin Braxenthaler GER Alemanha    | Josh Dueck CAN Canadá                                  | Philipp Bonadimann AUT Áustria       |
| Slalom detalhes          | Atletas em pé       | Adam Hall NZL Nova Zelândia         | Gerd Schönfelder GER Alemanha                          | Cameron Rahles-Rahbula AUS Austrália |
| Slalom detalhes          | Deficientes visuais | Jakub Krako SVK Eslováquia          | Jon Santacana Maiztegui ESP Espanha                    | Gianmaria dal Maistro ITA Itália     |
| Slalom gigante detalhes  | Atletas sentados    | Martin Braxenthaler GER Alemanha    | Christoph Kunz SUI Suíça                               | Takeshi Suzuki JPN Japão             |
| Slalom gigante detalhes  | Atletas em pé       | Gerd Schönfelder GER Alemanha       | Robert Meusburger AUT Áustria                          | Vincent Gauthier-Manuel FRA França   |
| Slalom gigante detalhes  | Deficientes visuais | Jakub Krako SVK Eslováquia          | Jon Santacana Maiztegui ESP Espanha                    | Gianmaria dal Maistro ITA Itália     |
| Super-G detalhes         | Atletas sentados    | Akira Kano JPN Japão                | Martin Braxenthaler GER Alemanha                       | Taiki Morii JPN Japão                |
| Super-G detalhes         | Atletas em pé       | Gerd Schönfelder GER Alemanha       | Vincent Gauthier-Manuel FRA França                     | Hubert Mandl AUT Áustria             |
| Super-G detalhes         | Deficientes visuais | Nicolas Berejny FRA França          | Jakub Krako SVK Eslováquia                             | Miroslav Haraus SVK Eslováquia       |

Feminino
| Evento                   | Evento              | Ouro                               | Prata                              | Bronze                             |
| ------------------------ | ------------------- | ---------------------------------- | ---------------------------------- | ---------------------------------- |
| Downhill detalhes        | Atletas sentadas    | Alana Nichols USA Estados Unidos   | Laurie Stephens USA Estados Unidos | Claudia Lösch AUT Áustria          |
| Downhill detalhes        | Atletas em pé       | Lauren Woolstencroft CAN Canadá    | Solene Jambaque FRA França         | Andrea Rothfuss GER Alemanha       |
| Downhill detalhes        | Deficientes visuais | Viviane Forest CAN Canadá          | Henrieta Farkasova SVK Eslováquia  | Danelle Umstead USA Estados Unidos |
| Super Combinado detalhes | Atletas sentadas    | Stephani Victor USA Estados Unidos | Claudia Lösch AUT Áustria          | Alana Nichols USA Estados Unidos   |
| Super Combinado detalhes | Atletas em pé       | Lauren Woolstencroft CAN Canadá    | Solene Jambaque FRA França         | Karolina Wisniewska CAN Canadá     |
| Super Combinado detalhes | Deficientes visuais | Henrieta Farkasova SVK Eslováquia  | Viviane Forest CAN Canadá          | Danelle Umstead USA Estados Unidos |
| Slalom detalhes          | Atletas sentadas    | Claudia Lösch AUT Áustria          | Stephani Victor USA Estados Unidos | Kuniko Obinata JPN Japão           |
| Slalom detalhes          | Atletas em pé       | Lauren Woolstencroft CAN Canadá    | Andrea Rothfuss GER Alemanha       | Karolina Wisniewska CAN Canadá     |
| Slalom detalhes          | Deficientes visuais | Sabine Gasteiger AUT Áustria       | Viviane Forest CAN Canadá          | Jessica Gallagher AUS Austrália    |
| Slalom gigante detalhes  | Atletas sentadas    | Alana Nichols USA Estados Unidos   | Stephani Victor USA Estados Unidos | Kuniko Obinata JPN Japão           |
| Slalom gigante detalhes  | Atletas em pé       | Lauren Woolstencroft CAN Canadá    | Andrea Rothfuss GER Alemanha       | Petra Smarzova SVK Eslováquia      |
| Slalom gigante detalhes  | Deficientes visuais | Henrieta Farkasova SVK Eslováquia  | Sabine Gasteiger AUT Áustria       | Viviane Forest CAN Canadá          |
| Super-G detalhes         | Atletas sentadas    | Claudia Lösch AUT Áustria          | Alana Nichols USA Estados Unidos   | Anna Schaffelhuber GER Alemanha    |
| Super-G detalhes         | Atletas em pé       | Lauren Woolstencroft CAN Canadá    | Melania Corradini ITA Itália       | Andrea Rothfuss GER Alemanha       |
| Super-G detalhes         | Deficientes visuais | Henrieta Farkasova SVK Eslováquia  | Viviane Forest CAN Canadá          | Anna Kuliskova CZE República Checa |

## Quadro de medalhas
| Ordem | País                | Medalha de ouro | Medalha de prata | Medalha de bronze |    |
| ----- | ------------------- | --------------- | ---------------- | ----------------- | -- |
| 1     | GER Alemanha        | 7               | 4                | 4                 | 15 |
| 2     | CAN Canadá          | 6               | 4                | 3                 | 13 |
| 3     | SVK Eslováquia      | 6               | 2                | 3                 | 11 |
| 4     | USA Estados Unidos  | 3               | 5                | 3                 | 11 |
| 5     | AUT Áustria         | 3               | 4                | 4                 | 11 |
| 6     | FRA França          | 1               | 4                | 1                 | 6  |
| 7     | ESP Espanha         | 1               | 2                |                   | 3  |
| 7     | SUI Suíça           | 1               | 2                |                   | 3  |
| 9     | JPN Japão           | 1               | 1                | 5                 | 7  |
| 10    | NZL Nova Zelândia   | 1               |                  |                   | 1  |
| 11    | ITA Itália          |                 | 2                | 2                 | 4  |
| 12    | AUS Austrália       |                 | 1                | 3                 | 4  |
| 13    | CZE República Checa |                 |                  | 1                 | 1  |
| TOTAL | TOTAL               | 30              | 31               | 29                | 90 |